# Eualetes
Eualetes là một chi ốc biển, là động vật thân mềm chân bụng sống ở biển trong họ Vermetidae.

## Các loài
Các loài trong chi Eualetes gồm có:
- Eualetes tulipa (Chenu, 1843)[2]